# مارینا اسکولوتا
مارینا اسکولوتا (انگلیسی: Maryna Skolota؛ زادهٔ ۵ نوامبر ۱۹۶۳) ورزشکار ورزش دوگانه اهل اوکراین است.وی همچنین از ورزشکاران دوگانه در بازی‌های المپیک زمستانی ۱۹۹۴ بوده است.